# 고로마루역
고로마루역(일본어: 五郎丸駅)은 일본 후쿠오카현 구루메시에 위치한 서일본 철도 아마기 선의 역이다.

## 역사
- 1915년 10월 15일: 미쓰이 전기궤도의 역으로 개업.
- 1924년 6월 30일: 규슈 철도에 합병되어 본 회사의 역이 됨.
- 1942년
  - 9월 19일: 규슈 전기궤도에 합병되어 본 회사의 역이 됨.
  - 9월 22일: 규슈 전기궤도가 서일본 철도로 회사명 변경.
- 1972년: 역사 개축.
- 2008년 5월 18일: IC카드 nimoca 공용 개시.
- 2017년 2월 1일: 역 번호 도입.

## 역 구조
단선 승강장 1면 1선의 지상역이다. 간단한 역사가 놓여져 있다. 역 창구 영업 시간은 6:30 ~ 11:00시 및 16:00 ~ 22:00시이다.

### 승강장
| 1 | ■ 아마기 선 | 혼고・아마기 방면                 |
| 1 | ■ 아마기 선 | 미야노진・하나바타케・오무타 방면 |

## 역 주변
역 주변은 미야노진으로 불리는 주택가가 있다.
- 가사키 블록 구루메 공장
- 규슈 자동차도로
- 구루메 비즈니스 플라자
- 미야노진 우체국
- 마쓰후지 식품

## 사진

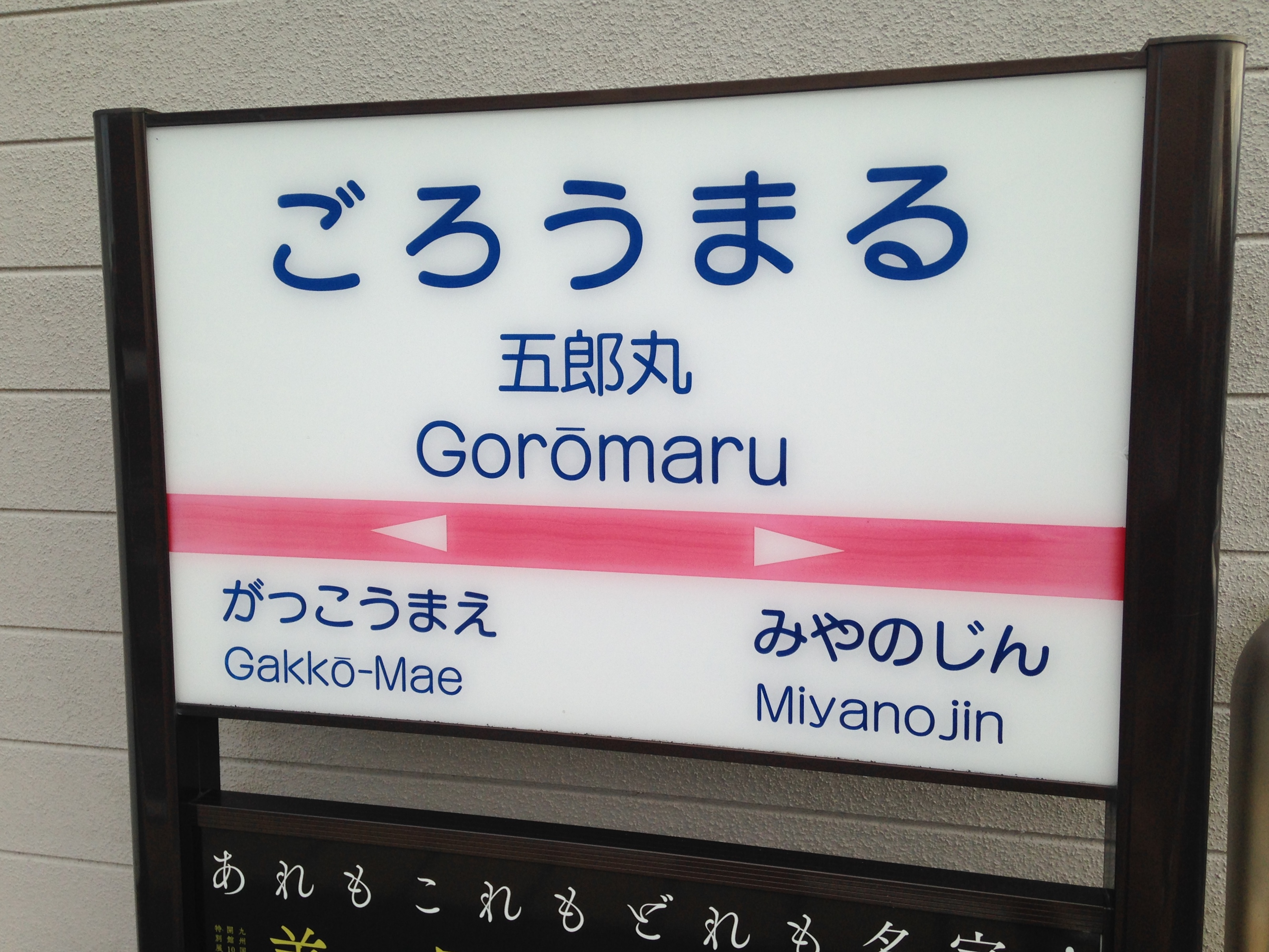
역 번호 부기 전의 역명판

## 인접역
| 서일본 철도 ■ 아마기 선    | 서일본 철도 ■ 아마기 선 | 서일본 철도 ■ 아마기 선  |
| -------------------------- | ----------------------- | ------------------------ |
| T25 미야노진 미야노진 방면 |                         | 갓코마에 A10 아마기 방면 |